# Orłowo (województwo wielkopolskie)
Orłowo – osada w Polsce położona w województwie wielkopolskim, w powiecie obornickim, w gminie Ryczywół, przy trasie drogi wojewódzkiej nr 178.
W latach 1975–1998 miejscowość administracyjnie należała do województwa pilskiego.